# آوای تندر (فیلم)
آوای تندر (انگلیسی: A Sound of Thunder) فیلمی در ژانر علمی–تخیلی به کارگردانی پیتر هایمز است که در سال ۲۰۰۵ منتشر شد. از بازیگران آن می‌توان به ادوارد برنز، کاترین مک‌کورمک، بن کینگزلی، هایکه ماکاچ و دیوید اویلوو اشاره کرد.

## خلاصه داستان
یک شکارچی به دوران قبل از تاریخ فرستاده می شود. اما در آنجا او کاری که نباید را انجام می دهد و باعث می شود یک اتفاقات زنجیره ای بیفتد و همه چیز تغییر کند...